# 叶枝土司衙署
叶枝土司衙署，位于中国云南省迪庆藏族自治州维西傈僳族自治县叶枝镇，为当地原纳西族土司王氏的官邸，现为全国重点文物保护单位。
土司衙署始建于清康熙年间，经不断扩建，至清光绪年间形成现在的规模。原土司府占地50余亩，座东向西，分南北两套二进大院。现衙署中心四合院、土司卧室、卫队室、大门、门楼、黑神殿及两侧碉楼仍保存完整，融合汉、藏、纳西、白等民族的建筑风格。历史上叶枝土司集政教大权于一体，其势力曾远及缅甸、西藏、怒江、独龙江一带，是茶马古道上的一个重要势力。2019年10月公布为第八批全国重点文物保护单位。